# Марки разведческой почты

Первая марка разведческой почты (1946)

Ма́рки разве́дческой по́чты — марки, применявшиеся для нужд скаутской «Организации Российских юных разведчиков», а также для созданной данной организацией почтовой связи между лагерями перемещённых лиц на территории американской зоны оккупации Германии.

## История

### Выпуски в лагере Мёнхегов
В 1946 году для обслуживания пяти российских лагерей для перемещённых лиц, находившихся в американской зоне оккупации Германии, — Мёнхегов, Фюрстенвальд, Ротвезен, Циренберг и Кассель — была организована почтовая служба под управлением скаутской «Организации российских юных разведчиков» (ОРЮР). 18 апреля того же года в лагере Мёнхегов была выпущена первая серия из двух марок разведческой почты. Рисунок марок — скаутская лилия в фигурной рамке — был нарисован от руки. Марки были отпечатаны чёрной краской на оборотной стороне бланков счетов и не имели зубцов и клея. Номиналы марок — 12 и 24 пфеннига.
12 декабря 1946 года в лагере Мёнхегов вышла марка разведческой почты номиналом в 12 пфеннигов с изображением памятника Богдану Хмельницкому в Киеве, на которой впервые было указано, что марка издана для нужд разведческой почты. Марка была отпечатана зелёной краской на оборотной стороне календаря, беззубцовая, некоторые листы были перфорированы по верхнему краю.
1 сентября 1947 года была отпечатана серия из четырёх беззубцовых марок на бумаге тёмно-жёлтого цвета чёрной краской номиналами в 18, 24, 48 и 84 пфеннига с изображениями памятника Петру I в Санкт-Петербурге, портретов А. В. Суворова и А. С. Пушкина и Московского Кремля. Всего было отпечатано 160 экземпляров этих марок. 1 февраля 1949 года состоялся повторный выпуск двух марок из этой серии. На всех выпущенных марках фиолетовым штемпелем была сделана надпечатка нового номинала: 2 пфеннига на 84 пфеннига (800 экземпляров), 5 и 8 пфеннигов на 24 пфеннига (400 и 192 экземпляра, соответственно). Некоторые марки с номиналом в 2 (84) и 8 (24) пфеннигов были отпечатаны на оборотной стороне бланков квитанций.
В 1949 году жители лагеря Мёнхегов были перемещены в Фельдмохинг. В связи с этим оставшиеся запасы беззубцовых марки разведческой почты были перфорированы и проданы по цене отличной от номинальной стоимости. Так, марка номиналом в 12 пфеннигов 1946 года выпуска продавалась за 10 пфеннигов, марки номиналом в 2 (84) пфеннига — за 20 пфеннигов, 8 (24) — за 30 и 5 (24) — за 50 пфеннигов.
| Марки разведческой почты (Мёнхегов, 1947) | Марки разведческой почты (Мёнхегов, 1947) |
| --- | ----------------------------------------- |
| |                                           |
| 18 пфеннигов — памятник Петру I в Санкт-Петербурге, 24 пфеннига — А. В. Суворов, 48 пфеннигов — А. С. Пушкин, 84 пфеннига — Московский Кремль |                                           |

### Выпуски в лагере Фельдмохинг
18 мая 1950 года в лагере Фельдмохинг, по случаю 150-летия со дня смерти А. В. Суворова, были выпущены марки лагерной почты. Они представляли собой надпечатку текста на русском языке: «ЛАГ. ПОЧТА / ФЕЛЬДМОХИНГ», даты «6.V.1800» и нового номинала на марках разведческой почты с портретом Суворова образца 1947 года, отпечатанных зелёной краской.
1 июня 1950 года вышли первые марки разведческой почты в лагере Фельдмохинг. Беззубцовые марки, отпечатанные лиловой краской, номиналами в 18 и 48 пфеннигов повторяли рисунки марок выпуска 1947 года — памятник Петру I и портрет А. С. Пушкина. Кроме того на марках номиналом в 18 пфеннигов была сделана надпечатка новой стоимости чёрным штемпелем — 5 пфеннигов. Всего было выпущено по 400 экземпляров каждого вида. 1 июля того же года состоялся повторный выпуск марок номиналом в 18 пфеннигов и с чёрной надпечаткой 5 (18) пфеннигов с зубцами. Было выпущено 1200 экземпляров. 24 декабря 1952 года в количестве 3000 экземпляров были выпущены беззубцовые 18-пфенниговые марки с клеевым слоем.
6 июня 1950 года на марках с номиналом в 5 (18) пфеннигов была сделана чёрная надпечатка в две строки «ЛАГ. ПОЧТА / ФЕЛЬДМОХИНГ», на части марок была сделана надпечатка даты «6.6.1950». Кроме того были надпечатаны невыпущенные в обращение марки номиналом в 10 (48) и 20 (48) пфеннигов с портретом Пушкина зелёного цвета.
8 июля 1950 года в Фельдмохинге в помещении Христианской ассоциации молодых людей (англ. YMCA) состоялась выставка, посвящённая пятилетней истории лагерей для перемещённых лиц. Участвовать в выставке были приглашены местная дружина ОРЮР, местное общество «Русский Сокол», филателистическое общество «Россика» и лагерная библиотека. Помимо прочего на выставке экспонировались и марки разведческой почты. По случаю выставки была выпущена специальная серия из трёх перфорированных марок номиналами в 5 (18) (памятник Петру I, лиловая), 10 (12) (памятник Богдану Хмельницкому, зелёная) и 20 (48) пфеннигов (портрет Пушкина, лиловая) с фиолетовой надпечаткой в три строки: «Филателистическая / Выставка / Фельдмохинг 8.7.50». Марки можно было наклеить на конверт и погасить разведческим почтовым штемпелем.
7 ноября 1950 года были выпущены три беззубцовые марки с чёрной диагональной надпечаткой текста в три строки: «7 НОЯБРЯ / ДЕНЬ / НЕПРИМИРИМОСТИ» и нового номинала: 50 на 5 (18) пфеннигов (памятник Петру I, лиловая), 60 на 24 пфеннига (портрет А. В. Суворова, синяя) и 80 на 48 пфеннигов (портрет А. С. Пушкина, зелёная).
1 мая 1951 года были выпущены две марки с портретом А. С. Пушкина номиналом в 48 и 20 (48) пфеннигов с фиолетовой надпечаткой в две строки: нем. «UdSSR ist nicht Russland / Der Russische ist nicht Kommunisten» («СССР не Россия / Русские не коммунисты»). Надпечатки были сделаны в мюнхенской типографии Башкирцева.
С 3 по 13 августа 1951 года в австрийском Бад Ишле проходило VII Джамбори (Всемирный слёт скаутов), участие в котором принимала и ОРЮР. В преддверии этого события 1 июля 1951 года были выпущены зубцовые и беззубцовые марки номиналом в 5 (18), 18 (памятник Петру I, лиловая), 24 (портрет А. В. Суворова, синяя) и 48 пфеннигов (портрет А. С. Пушкина, зелёная) с чёрной надпечаткой в три строки: «VII / Jamboree / 1951».
По предложению скаутмастера ОРЮР Ростислава Полчанинова, в подлагере ОРЮР была устроена небольшая выставка, которая освещала жизнь российского разведчества. Один из организаторов выставки Юрий Воронов-Солдатов записал в своём дневнике:
Нашу выставку мы поместили в палатке на поставленных нами двух самодельных столах. Наша выставка состояла из коллекции русских денег, марок, включая и марки разведческой почты со специальной надпечаткой «VII Jamboree 1951». Ордена Российской императорской армии были на почётном месте в глубине палатки под трёхцветным и андреевским флагами. На бортах палатки висели четыре карты, на которых было изображено развитие российского разведчества, и фотографии.
Кроме того, в продажу были пущены разведческие марки с надпечаткой «СССР не Россия / Русские не коммунисты». Все марки гасились специальным штемпелем.

### Нью-Йоркские выпуски

Памятный блок разведческой почты, посвящённый 10-летию её создания (1956)

1 июля 1953 года на марках номиналом в 18 пфеннигов (памятник Петру I, лиловая) была сделана диагональная фиолетовая надпечатка в две строки: англ. «USSR is not Russia / Russian are not communists».
1 декабря 1956 года в честь 10-летия разведческой почты был выпущен памятный блок, состоящий из двух марок номиналом в 24 и 12 центов с изображением скаутской лилии и православного храма соответственно. На полях блока дана надпись на русском и английском языках: «Десятилетие разведческой почты». Блоки гасились специальным штемпелем и штемпелем Первого дня.
В 1979 году по случаю 70-летия российского разведчества были выпущены юбилейные марки.
1 января 1982 года в честь 100-летия со дня рождения основоположника движения русских юных разведчиков старшего русского скаута Олега Ивановича Пантюхова были выпущены юбилейные марки разведческой почты. Рисунок марок был сделан художником Н. С. Боголюбовым. Они печатались листами по два блока, в которых было по четыре марки достоинством в 20 центов. Марки зелёного цвета с портретом О. И. Пантюхова и разведческой лилии коричневого цвета. На марке надпись по-английски: «Русская разведческая почта 20 ц. США» и текст по-русски и по-английски: «Столетие со дня рождения. Полковник О. И. Пантюхов. Основатель российского разведчества (1882—1982)». В нижней части блока крупными буквами текст по-английски:
Русские разведчики, основанные в 1909, были запрещены в России после большевистской революции. После 1920, когда миллионы русских беженцев разъехались по всему миру, русские скауты вели работу в 23 странах. В 1929 они участвовали во Всемирном скаутском джамбори в Англии. Сегодня российские разведчики процветают в Аргентине, Австралии, Германии, Франции и в Соединенных Штатах.
Марки были действительны для оплаты доставки писем летом из лагеря нью-йоркской дружины в Новом Павловске в ближайшую американскую почтовую контору в Нортвиле, а также продавались коллекционерам.